# Суни
Суни (лат. Neotragus moschatus) је врста сисара из реда папкара (Artiodactyla) и породице шупљорожаца (Bovidae). 

## Опис
Суни је врста мале антилопе, али која је највећа врста у свом роду. Има сличан облик лобање као бејтсова патуљаста антилопа. Суни је у раменима висока 33–38 cm, а дужина тела укључујући главу је око 57–62 cm. Оба пола достижу тежину од око 4,5–7 kg. Само мужјаци имају рогове. Полни диморфизам је код суни мање изражен него код бејтсове патуљасте антилопе.

## Распрострањење и станиште
Врста има станиште у Зимбабвеу, Јужноафричкој Републици, Кенији, Малавију, Мозамбику и Танзанији.
Суни има станиште на копну.

## Популациони тренд
Популација ове врсте је стабилна, судећи по доступним подацима.

## Угроженост
Ова врста није угрожена, и наведена је као последња брига јер има широко распрострањење.